# San Francisco (Kalifornia)
San Francisco (ejtsd: /sæn frənsɪskoʊ/, beceneve Frisco) hivatalosan San Francisco város és megye (összevont város-megye) a kaliforniai San Francisco Bay Area régió pénzügyi, kulturális és közlekedési központja, ahol 7 800 000 ember él, de ebbe San Jose és Oakland is beleértendő. Az egyetlen összevont városi megye Kaliforniában, amely magában foglalja a szárazföldi területet, ami 121 négyzetkilométer, a San Francisco-félsziget északi részén, ahol a népsűrűség 6632 fő/km². Ez a legsűrűbben lakott nagyváros az államban, és az Amerikai Egyesült Államokban New York után a második. San Francisco Kalifornia negyedik legnagyobb, a 2010-es népszámlálás szerint az USA tizenharmadik legnépesebb városa.
A második világháború alatt a város fontos hadikikötő volt. A háború után tömeges bevándorlás indult meg a világ minden pontjáról, amit fokozott a melegjogok megszilárdítása, többek között házasodásuk lehetővé tétele.
Ma San Francisco az egyik legnépszerűbb idegenforgalmi célpont a világon, pontosabban a 33. a világ száz leglátogatottabb városa közül és különböző felmérések alapján az Egyesült Államok egyik „legélhetőbb” városa.  Híres hűvös nyári ködeiről, meredek dombjairól, eklektikus stílusáról és néhány jellegzetes épületéről, mint a Golden Gate híd, a Transamerica Pyramid és az Alcatraz börtönsziget is, amit több mint másfél millió turista látogat meg évente. A város fontos pénzügyi központ is, ahol több mint 30 hazai és külföldi cég székel, ezzel a várost a világ egyik legtöbbet termelő városává téve, hiszen az Amerikai Egyesült Államokon belül a kilencedik, míg világviszonylatban a tizennyolcadik.
Rengeteg film és könyv színhelye, a világ egyik leghíresebb települése.

## Története
1776-ban spanyol telepesek alapították azt az Assisi Szent Ferencnek ajánlott erődöt és missziót közvetlenül a Golden Gate-szoros partján, amelyekből a mai város kifejlődött.
Innen ered a neve is, bár A rendház körül az 1830-as években kiépülő, hivatalosan 1847-ben alapított spanyol falu neve a Yerba Buena (Jó növény/fű) nevet kapta el a környéken gazdagon termő, mentához hasonló, gyógyhatású növényről. A történelmileg tájékozottabb amerikaiak a városban legendásan népszerű marihuánafogyasztást figyelembe véve szívesen viccelődnek azon, hogy találóbb lenne az eredeti név.
A mexikói–amerikai háború eredményeként 1848-ban került az Egyesült Államokhoz, amikor már javában tombolt a kaliforniai aranyláz. Ennek hatására gyors fejlődésnek indult: lakossága ezerről huszonötezerre nőtt. Végleges nevét 1847. január 30-án kapta, amikor amerikai elöljárójának, Washington Bartlett hadnagy, a térség ideiglenesen kinevezett elöljárója rendeletben hirdette ki, hogy e naptól Yerba Buenát mindenhol San Francisco néven kell emlegetni.
A hírek hatására világ minden részéről özönöltek ide az emberek, akár  a víz felszínén többé-kevésbé fennmaradó lélekvesztőkel is. San Franciscóba érkezve semmiféle, a másik irányba szállítható embert vagy árut. Sokszor maga a legénység és a kapitány is beállt aranyásónak. Ezért a város keleti részén található, mára eltűnt sekély öbölben elhagyott hajók tucatjai halmozódtak fel. Hiába volt soknak tulajdonosa, akár külön őrzője is, a hajók előbb-utóbb elenyésztek. Egy részüknek találtak valamilyen új funkciót: raktárként, bárként, sőt szállodaként is működtek egy darabig, de előbb vagy utóbb az összes megsemmisült, az öblöt pedig feltöltötte a hordalék, a roncsok beépültek a város új részének alapjaiba.
A folyamatot jelentősen segítette egy törvényi kiskapu. Az aranyláz idején hirtelen óriási értékké lettek a városközponthoz közeli telkek, és ha elsüllyedt egy hajó, a roncs által elfoglalt földdarab a jármű tulajdonosáé lett. Külön szolgáltatás épült ki arra, hogy a kiválasztott, félig elkorhadt roncsot a megfelelő helyre vontassák és elsüllyesszék, esetleg partra futtassák.
Ezután már csak fel kellett tölteni a megszerzett helyet, és valaki máris gazdagabb lett egy értékes telekkel. Az egykori öböl helyén ma virágzó városrész áll.
Az 1906-os nagy földrengésnek a város háromnegyede áldozatul esett, szinte teljesen elpusztult, ám hamar újjáépítették. A világ egyik legtöbbet tanulmányozott földrengése április 18-án, röviddel hajnali öt óra után pattant ki. A katasztrófát felvezető  előrengés után húsz–huszonöt másodperccel elindultak el a Richter-skálán később 7,7–7,9-esre becsült földmozgások, amelyeket őt napon át perzselő tűzvészt okoztak.
A mindössze harmincnyolc lovaskocsival rendelkező, a lángok megfékezése érdekében egy idő után már teljes tömböket felrobbantó tűzoltóságnak esélye sem volt, a hozzájuk csatlakozó katonasággal, a Nemzeti Gárdával, a haditengerészettel, illetve az önkéntesekkel leginkább csak annyit tehettek, hogy megpróbálták evakuálni a túlélő lakókat.
A háromezer emberéletet követelő katasztrófa végére a házak négyötöde vált lakhatatlanná, így hirtelen kétszázezer ember maradt otthon nélkül. Rövidesen felépültek ugyan az első, szükséglakásnak szánt barakkok közülük néhány még ma is látható. De senki sem gondolt komolyan arra, hogy sokáig  lakjon ezekben, hiszen szinte azonnal elindult a több bankház és a város által létrehozott építészeti tanács nagy újjáépítést hirdetett meg, aminek köszönhetően alig néhány év alatt nemcsak társasházakat és villákat húztak fel, de a ma látható fényűző középületek tucatjait, a vasútvonalakat, a közúti alagutak, valamint a villamosvonalakat és a mindennapi életet segítő víztározókat is.
A nagy munkából jelentősen kivette a részét a nemcsak Magyarországon, de az Egyesült Államokban is jórészt elfeledett vasárugyáros, Fazekas Antal (1878–1966), akinek 1913-ban alapított cége, az American Art Metal Works négy évtizedre a város fejlődésének fontos sarokpontjává vált. Eleinte az új házak felszerelési cikkeit gyártották:
- sokszor világítótesttel szerelt házszámok és feliratok,
- ajtókukucskálók,
- míves vagy épp meglepő csengőgombok,
- levélbedobó nyílások.
- villanykapcsolók keretei (akár öt kapcsolóhoz is),

de megrendelésre ennél jóval nagyobb munkákat is elkészítettek, és tevékenységüket az utcabútorok készítésével egészítették ki.
A következő évben is kaptak nagy megrendelést, a Market Street háromszázhuszonhét kandeláberének elkészítésére, de a hírnevet nem ezek a nagy munkák hozták meg a műhelynek, hanem a tízezrével eladott filléres kiegészítők, főleg a harmincas évek elején sorra szabadalmaztatott, különböző stílusú
- házszámok,
- levélnyílások,
- csengőgombok,
- 24 voltos csengők és
- a magyar népművészet hatását mutató népies kukucskálók és ezek kombinációi,[3] amik csakhamar a város legkülönbözőbb részein tűntek fel.

Itt készült például az 1915-ben átadott városháza aranyozott kapuja, valamint a kovácsoltvas díszek egy része.
Manapság a világ egyik legdivatosabb városa, amelynek egyedi hangulata és a Szilícium-völgy közelsége példátlan fejlődést (és ingatlanárakat) hozott az ezredfordulón.

## Földrajza
A San Francisco-félsziget északi végén, a San Francisco-öböl bejáratánál helyezkedik el a város. A város része az úgynevezett San Francisco Bay Areának, amely az itt elterülő, összességében 18 ezer négyzetkilométernyi területet, kilenc megyét és 101 várost, többek közt San Josét, San Franciscót és Oaklandet foglalja magába.
A régió több mint hétmillió lakójával (2006. július) az Amerikai Egyesült Államok ötödik legnépesebb városi konglomerátuma. Népességnövekedésének döntő hányadát a bevándorlás adja. Legnépesebb városa sokáig San Francisco volt, ám az 1990-es népszámlálás adatai alapján San José átvette tőle ezt a címet. San Francisco város és megye lakóinak száma 900 381 fő (2019 szeptembere).

### Éghajlata
| Hónap                                                | Jan. | Feb. | Már. | Ápr. | Máj. | Jún. | Júl. | Aug. | Szep. | Okt. | Nov. | Dec. | Év   |
| ---------------------------------------------------- | ---- | ---- | ---- | ---- | ---- | ---- | ---- | ---- | ----- | ---- | ---- | ---- | ---- |
| Rekord max. hőmérséklet (°C)                         | 26,0 | 27,0 | 37,0 | 38,0 | 38,0 | 39,0 | 39,0 | 39,0 | 39,0  | 39,0 | 30,0 | 24,0 | 39,0 |
| Átlagos max. hőmérséklet (°C)                        | 14,5 | 16,3 | 16,9 | 18,1 | 18,6 | 19,8 | 20,1 | 20,7 | 21,8  | 21,3 | 17,8 | 14,8 | 18,4 |
| Átlagos min. hőmérséklet (°C)                        | 8,0  | 9,2  | 9,6  | 10,1 | 10,8 | 11,8 | 12,4 | 13,1 | 13,4  | 12,6 | 10,4 | 8,2  | 10,8 |
| Rekord min. hőmérséklet (°C)                         | −2,8 | −0,6 | 2,0  | 4,0  | 6,0  | 8,0  | 8,0  | 9,0  | 9,0   | 6,0  | 3,0  | −2,8 | −2,8 |
| Átl. csapadékmennyiség (mm)                          | 120  | 105  | 86   | 32   | 14   | 3    | 1    | 2    | 7     | 30   | 84   | 81   | 566  |
| Havi napsütéses órák száma                           | 136  | 208  | 169  | 309  | 325  | 311  | 313  | 287  | 271   | 247  | 173  | 161  | 2912 |
| Forrás: Climatography of the United States (angolul) |      |      |      |      |      |      |      |      |       |      |      |      |      |

### Elővárosai
Berkeley, Oakland, San Mateo, San José, Rafael, Richmond, Vallejo, Santa Clara

## Látnivalói
A város meredek dombjairól a viktoriánus kori, és a modern építészek eklektikus keveredéséről, a ködről, ami akár egy hónapig is folyamatosan tarthat ismert. Jelképei a Golden Gate híd, az Alcatraz, a Twin Peaks, a San Franciscó-i Modern Művészetek Múzeuma, a Transamerica Pyramid, a Chinatown és a San Franciscó-i kábelvasút.

### Parkok, közterek
- Golden Gate Park

### Múzeumok
- Asian Art Museum of San Francisco
- Cable Car Museum
- California Academy of Sciences
- California Historical Society
- Wattis Institute for Contemporary Arts
- California Palace of the Legion of Honor
- M. H. de Young Memorial Museum
- Museum of the City of San Francisco
- San Franciscó-i Modern Művészetek Múzeuma

### Hidak
- Golden Gate híd
- San Francisco-Oakland Bay Bridge

### Egyéb látnivalók
- Alcatraz-sziget

## Gazdasági élete
Az államok átlagához képest a Bay Areában kiugróan magasak a megélhetés költségei, de az ország városi régiói közül itt a legnagyobb a háztartások átlagjövedelme.

## Kultúra

### Televízió és film
San Franciscóban játszódó filmek:
- Szédülés (1958)
- San Franciscó-i zsaru (1968)
- Piszkos Harry (1971)
- A Magnum ereje (1973)
- Pokoli torony (1974)
- Az igazságosztó (1976)
- Óvakodj a törpétől (1978)
- Szökés Alcatrazból (1979)
- Te nem lehetsz gyilkos (1981)
- 48 óra (1982)
- Az igazság útja (1983)
- A piros ruhás nő (1984)
- Halálvágta (1985) (részben)
- Nagy zűr Kis-Kínában (1986)
- Holtbiztos tipp (1988)
- Bűntény a támaszponton (1988)
- Megint 48 óra (1990)
- Elemi ösztön (1992)
- A Sárkány – Bruce Lee élete (1993)
- És a zenekar játszik tovább… (1993) (nagyrészt)
- Mrs. Doubtfire (1993)
- Golden Gate (1994)
- Áldatlan állapotban (1995)
- Tökéletes másolat (1995)
- A rajongó (1996)
- A szikla (1996)
- Az őserdő hőse (1997) (részben)
- Játsz/ma (1997)
- Dr. Doolittle (1998)
- Oltári vőlegény (1999)
- Neveletlen hercegnő (2001)
- Édes november (2001)
- 40 nap és 40 éjszaka (2002)
- Ha igaz volna… (2005)
- Zodiákus (2007) (nagyrészt)
- Need for Speed (2014)
- Agymanók (2015)
- Törésvonal (2015) (részben)
- Venom (2018)

San Franciscóban játszódó sorozatok:
- San Francisco utcáin (1972–1977)
- Bír-lak (1987–1995)
- Bűbájos boszorkák (1998–2006)
- Monk – A flúgos nyomozó (2002–2009)
- Állítólag… (2003–2016)

### LMBT közösség
San Franciscőban hagyományosan elfogadják az LMBT embereket. Az USA első leszbikus jogi mozgalmának a Daughters of Bilitis bölcsője. Itt választottak meg az államok történelmében először Harvey Milk személyében nyíltan meleg politikust, aki a városi közgyűlésbe bejutott. Az LMBT negyed hagyományosan Chinatownban illetve Castro negyedben találhatóak. A The Mission negyedben nyílt meg az államok első latin LMBT szórakozóhelye, az Esta Noche.
2015-ös felmérés szerint a város lakosságának 6,5%-a vallotta azt, hogy az LMBT közösség tagja. Ezzel az államokban arányaiban a legnépesebb LMBT lakosú városának számít.
A meleg turizmus egyik legfőbb desztinációja,a város ad otthont 1972 óta a San Francisco Pride meleg fesztiválnak és felvonulásnak, ami az egyik legrégebbi és legnagyobb melegbüszkeség napi felvonulása. A 2013-as rendezvénynek 1,5 millió látogatója volt.

## Sportélete
A város népszerű amerikaifutball-csapata a San Francisco 49ers, az NFL NFC konferenciájának nyugati csoportjában játszik. A csapatot a faiparban érdekelt üzletember, Tony Morabito és három társa alapította 1944 nyarán, és az akkor alakuló All-America Football Conference (AAFC) égisze alatt kezdte meg működését. A 49ers (49-esek) név választásával az 1849-es aranyláz idején a környékre érkező emberek bátorságára kívántak emlékezni.
A város MLC-ben szereplő krikettcsapata a San Francisco Unicorns.

## Érdekességek
San Franciscóban nincs temető. A halottakat egy Colma nevű kisvárosban temetik el.

## Híres friscóiak
- Harvey Milk politikus, melegjogi aktivista
- Reményi Ede zeneszerző, hegedűművész
- Joe Satriani gitáros, zeneszerző
- Clint Eastwood színész, rendező
- Bruce Lee harcművész, színész
- Eric Dane színész
- Leslie Mann színésznő
- Alicia Silverstone színésznő
- Rob Schneider színész, komikus
- Danny Glover színész
- Kevin Pollack színész
- Benjamin Bratt színész
- Courtney Love énekesnő
- O. J. Simpson amerikaifutball-játékos, színész
- Steve Jobs, az Apple alapítója
- Jack London író
- Kirk Hammett gitáros, Metallica
- Liev Schreiber amerikai színész

## Testvértelepülései
- Abidjan, Elefántcsontpart
- Assisi, Olaszország
- Caracas, Venezuela
- Cork, Írország
- Haifa, Izrael
- Ho Si Minh-város, Vietnám
- Manila, Fülöp-szigetek
- Oszaka, Japán
- Párizs, Franciaország
- Sanghaj, Kína
- Sydney, Ausztrália
- Szöul, Dél-Korea
- Kjonggi, Dél-Korea
- Tajpej, Tajvan
- Szaloniki, Görögország
- Zürich, Svájc